# Festos (fill d'Hèracles)
Festos (en grec antic Φαιστός) va ser segons la mitologia grega un fill d'Hèracles i rei de Sició.
Va succeir Ianisc en el tron de la ciutat quan aquest rei va morir. Després, per ordre de l'oracle, va marxar a Creta, on va fundar la ciutat de Festos, que porta el seu nom. Casat a l'illa, va tenir un fill, per nom Ròpal. Sembla que el seu nom figurava en la genealogia cretenca de Pausànias en comptes del déu Hefest (en grec antic Ἥφαιστος), introduït en el seu lloc per un error de l'escrivà.